# Beaumais
Beaumais är en kommun i departementet Calvados i regionen Normandie i norra Frankrike. Kommunen ligger i kantonen Morteaux-Coulibœuf som ligger i arrondissementet Caen. År 2022 hade Beaumais 167 invånare.

## Befolkningsutveckling
Antalet invånare i kommunen Beaumais
Referens: INSEE